# Mazda R360
O Mazda R360 foi o primeiro carro de duas portas coupé de dois lugares. Foi lançado em 1960. O R360 pesava apenas 380 kg.